# Perimélides
Las Perimélides son las ninfas del ganado, hijas o sobrinas del dios Pan. Protegen a los animales de las granjas y forman parte del séquito de Pan. Habitan las cañadas, los campos y los valles y están emparentadas con las Epimélides, quienes son sus hermanas.